# A hatok levele
A hatok levele néven ismert dokumentum a Román Kommunista Párt hat korábbi vezető személyiségének Nicolae Ceaușescu elnökhöz intézett nyílt levele volt 1989. márciusban. A levél aláírói Gheorghe Apostol (volt pártfőtitkár), Alexandru Bârlădeanu (volt Politbüró-tag és miniszterelnök-helyettes), Silviu Brucan (volt washingtoni nagykövet, a Scînteia című központi pártlap volt főszerkesztője, Corneliu Mănescu (volt külügyminiszter), Constantin Pîrvulescu (a párt alapító tagja) és Grigore Răceanu (veterán párttag) voltak. A levelet, amely a Ceauşescu-rendszer politikáját bírálta, a BBC és a Szabad Európa Rádió hozta nyilvánosságra 1989. március 11-én. Az aláírókat hamarosan letartóztatták és házi őrizetbe helyezték.

## Aláírói

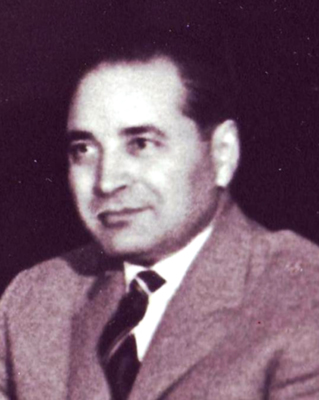
Gheorghe Apostol (1913–2010) a Román Munkáspárt főtitkára 1954–1955-ben, Nicolae Ceaușescu legfőbb vetélytársa a kommunista párt vezetői tisztségéért Gheorghe Gheorghiu-Dej halála után
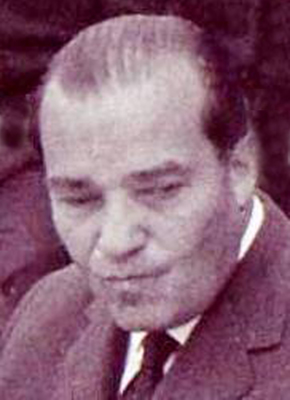
Alexandru Bârlădeanu (1911–1997) a Román Kommunista Párt központi Bizottságának volt tagja, 1968-ban konfliktusba került Elena Ceaușescuval, és lemondott összes tisztségéről
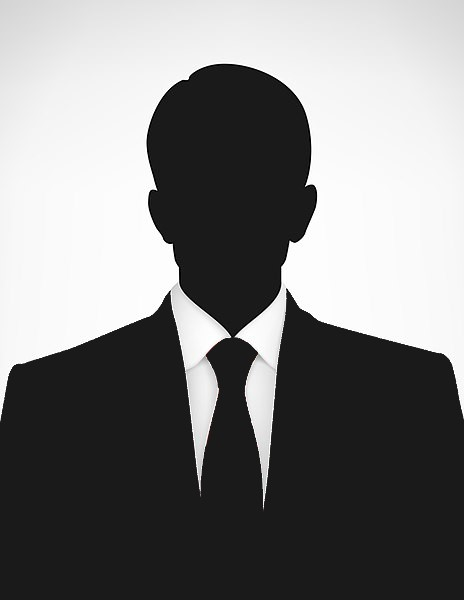
Silviu Brucan (1916–2006) Románia nagykövete az Amerikai Egyesült Államokban, a brassói felkelés után kritizálta az állami és pártvezetést, ezért házi őrizetre ítélték
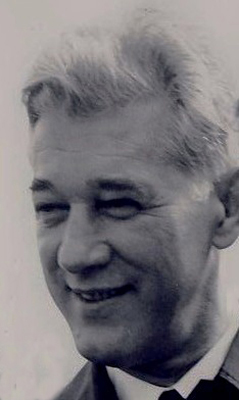
Corneliu Mănescu (1916–2000) a Román Kommunista Párt központi Bizottságának volt tagja, 1965 és 1972 között külügyminiszter,
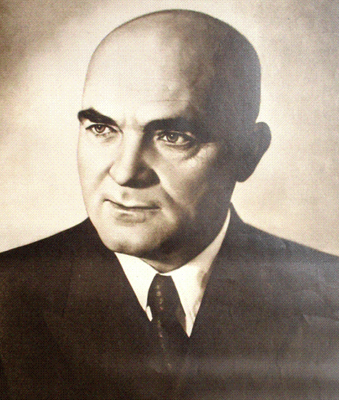
Constantin Pârvulescu (1895–1992) a Román Kommunista Párt egyik alapító tagja, az 1979-es pártkongresszuson felszólalt Nicolae Ceaușescu újraválasztása ellen
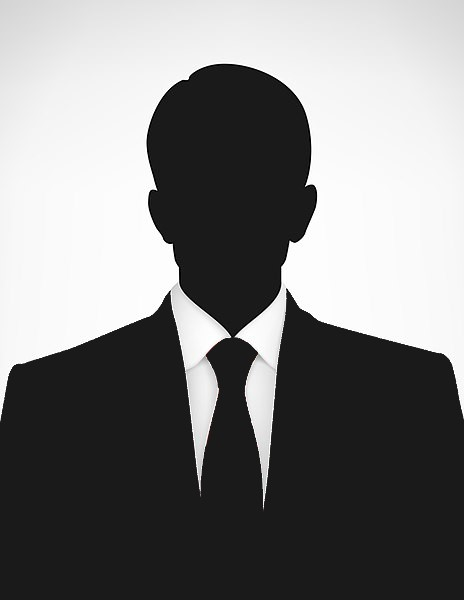
Grigore Răceanu (1906–1996) szakszervezeti vezető, 1936 óta a Román Kommunista Párt tagja

## Tervezése
A hat kommunista politikus bukaresti parkokban találkozva beszélte meg a levél tervezetét, hogy a Securitate ne tudja lehallgatni őket. A hatokat, akik szovjet, amerikai, brit és román hírszerzőkkel és diplomatákkal álltak kapcsolatban, nem szigetelték el, de követték őket.
Brucan azt állította emlékirataiban, hogy ő volt a kezdeményező, és először Apostollal beszélte meg a tervet, majd közösen bevonták Bârlădeanut, aki az 1960-as években a román gazdasági fejlődés irányítója volt. Corneliu Mănescu és Mircea Răceanu (az egyik aláíró, Grigore Răceanu fia) szerint azonban a levél ötlete Gheorghe Apostoltól származott, a megfogalmazás pedig Silviu Brucantól. Alex Mihai Stoenescu és egyes újságcikkek szerint Apostol szovjet befolyásra kezdeményezte a levelet, de ő maga tagadta ezt.
Az első kapcsolatfelvétel után Brucan állítása szerint látogatást tett az Amerikai Egyesült Államok, illetve az Egyesült Királyság bukaresti nagykövetségén. Szokatlan módon a Securitate nem tartóztatta le, sőt a hatóságok megengedték neki, hogy 1988. júniusban látogatást tegyen az Egyesült Államokban. Az amerikai külügyminisztérium állítólag lelkesen fogadta a levél tervezetét, de azt tanácsolták Brucannak, hogy csak hazatérése után hozza nyilvánosságra, mert ellenkező esetben száműzetésbe kényszerítenék. Miután az Egyesült Királyságban konferenciát tartott Oxfordban és a sandhursti katonai akadémián, és találkozókon vett részt a külügyminisztériumban, Brucan Moszkvába utazott, ahol állítása szerint Gorbacsovval folytatott megbeszélést, és ígéretet kapott arra, hogy a Szovjetunió nem fog beavatkozni, ha Ceaușescut eltávolítják. 1988. decemberében, Brucant hazaútján letartóztatták a határon, de szabadon engedték.
Bârlădeanu vitatta Brucan beszámolóját, azzel érvelve, hogy megbeszélték a levelet, és úgy döntöttek, hogy lemondanak a tervről, mert bebizonyosodott, hogy nem tudnak elegendő aláírást szerezni. (Eredetileg negyven aláírót terveztek, de többek között Ion Iliescu és Fazekas János sem vállalta a levél aláírását.) Bârlădeanu szerint Brucan elárulta a többi aláírót azzal, hogy társai tudta nélkül elment az amerikai nagykövetségre. Az eredeti egyezség szerint a levelet a nyugati médiával párhuzamosan Ceaușescu részére is el kellett volna küldeni, de ezt nem történt meg.

## Tartalma
A Nicolae Ceaușescu elnöknek címzett levél baloldalról kritizálta Ceaușescu politikáját. A Mihail Gorbacsov-féle humanizmusra hivatkozott, jóllehet nem említette őt név szerint,
A levél az alábbiakat vetette a pártfőtitkár szemére:
1. A helsinki záróokmány és a román alkotmány be nem tartása:
a. a falurendezési terv ellentétben van az alkotmány 36. szakaszával, amely védi a személyi tulajdonjogot
b. a külföldiekkel való kapcsolattartás tilalmáról szóló törvényerejű rendeletet nem szavazta meg a törvényhozó testület, és nem hozták nyilvánosságra, ennek ellenére alkalmazzák
c. az új bukaresti városközpont az építkezésekre és finanszírozásukra vonatkozó törvények megsértésével épül
d. a biztonsági szervek fellépnek az alkotmány 34., illetve 28. szakaszában foglalt kérvényezési jogot, illetve a szólásszabadság jogát gyakorolni kívánókkal szemben
e. a kötelezővé tett vasárnapi munkavégzés ellentétben áll az alkotmány 19. szakaszával és a munkatörvénykönyvvel
f. a levelezés és a telefonbeszélgetések ellenőrzése megsérti az alkotmány 33. szakaszát
2. a tervgazdaság működésképtelensége
3. az agrárpolitika rendezetlensége
4. a németek, magyarok és zsidók tömeges kivándorlása az erőszakos asszimiláció miatt
5. Románia nemzetközi megítélésének hanyatlása
A levél aláírói „első lépésként” az alábbi követeléseket fogalmazták meg, amely után elindulhat a párbeszéd a „jelenlegi kilátástalan helyzet leküzdésének útjairól és eszközeiről.”
1. a falurendezési terv leállítása
2. az emberi jogok biztosítása
3. az élelmiszerexport leállítása.

## Nyilvánosságra hozatala
Silviu Brucan saját állítása szerint postán küldte el az általa angolul megfogalmazott levelet Bécsbe az Associated Pressnek és Londonba a BBC-nek, ez azonban erősen valószínűtlen, mivel a Securitate ellenőrizte az összes külföldre címzett levelet. A dokumentumot 1989. március 11-én felolvasták BBC rádióadó román nyelvű adásában, majd közzétette a Szabad Európa Rádió és az Amerika Hangja is.
A Magyar Távirati Iroda a londoni The Timesra hivatkozva 1989. március 16-án tudósított a levélről.

## Következményei
A levél nem váltott ki tiltakozásokat Romániában.
A Román Kommunista Párt Központi Bizottságának ülésén Ceaușescu szidalmazta az aláírókat, a levél tartalmáról nem ejtett szót. Rajta kívül csak felesége mert hozzászólni a témához. Az aláírókat sürgősen letartóztatták, és a Securitate kihallgatta őket. 1989. március 11. és május 7. között Silviu Brucant ötvenegy alkalommal hallgatták ki. A hat aláíró közül négyet kilakoltattak Bukarest exkluzív Primăverii negyedéből a külvárosba, a másik kettőt őrizetbe vették az alábbiak szerint:
- Brucant az 1. kerület külső részébe, Dămăroaiaba költöztették[26][28] Fiát árulás vádjával letartóztatták, és 1989. július 21-én halálra ítélték; decemberben a forradalom során szabadult ki.[29]
- Mănescut egy chitilai földszinti két szobás lakásba, lányát Piatra Neamțra költöztették[28]
- Pîrvulescut egy Vaslui melletti faluba költöztették[28]
- Bârlădeanut a főváros Vatra Luminoasă negyedébe költöztették[28]
- Apostolt és Răceanut letartóztatták, és fogságban is maradtak az 1989-es forradalomig[28] Răceanut saját kolozsi üdülőjében őrizték, hogy elrejtsék a nyugati diplomaták elől.[3]

Az aláírók többsége a fokozott nyomás ellenére sem vonta vissza nyilatkozatát. Brucan utóbb azzal vádolta Apostolt, hogy engedett a nyomásnak.

## Jelentősége
A levelet a rendszer elleni tiltakozások egyik legfontosabbjának tekintik, amely szakított az engedelmesség és pártfegyelem hagyományával. Domokos Géza szerint azonban a levél „mai szemmel szánalmasan bátortalan, történelmi szempontból pedig nevetnivalón túlhaladott”. Michael Shafir szerint a párton belüli egyet nem értés „túl kevés, túl későn” történt, és ha már az 1970-es évek közepén sor került volna rá, akkor valódi változások kiindulópontja lehetett volna.

## Fordítás
- Ez a szócikk részben vagy egészben  a   Letter of the Six című angol Wikipédia-szócikk ezen változatának fordításán alapul.  Az eredeti cikk szerkesztőit annak laptörténete sorolja fel. Ez a jelzés csupán a megfogalmazás eredetét és a szerzői jogokat jelzi, nem szolgál a cikkben szereplő információk forrásmegjelöléseként.
- Ez a szócikk részben vagy egészben  a   Scrisoarea celor șase című román Wikipédia-szócikk ezen változatának fordításán alapul.  Az eredeti cikk szerkesztőit annak laptörténete sorolja fel. Ez a jelzés csupán a megfogalmazás eredetét és a szerzői jogokat jelzi, nem szolgál a cikkben szereplő információk forrásmegjelöléseként.